# Supercopa brasilera de futbol
La Supercopa de Brasil fou una competició futbolística del Brasil disputada entre els campions del campionat brasiler de futbol i la Copa do Brasil. Només es disputà dos cops.

## Campions
Font:
| Any  | Campió           | Marcador    | Finalista                 |
| ---- | ---------------- | ----------- | ------------------------- |
| 1990 | Grêmio (RS)      | 2 - 0 0 - 0 | Vasco da Gama (RJ)        |
| 1991 | Corinthians (SP) | 1 - 0       | Flamengo (RJ)             |
| 2020 | Flamengo (RJ)    | 3 - 0       | Athletico Paranaense (PR) |